# コミュニケーション・プランニング
株式会社コミュニケーション・プランニングは、東京都千代田区に本社を置くITソリューションベンダー。画像描画の特許技術 を活用しており、地理情報システム（GIS）のソフトウェア開発キット（SDK）を自社で開発・販売している。

## 概要
1978年に現社長の田嶋範夫により設立。以来37年間（2014年11月現在）、「地理空間情報」や「位置情報サービス」といった地理情報システム（GIS）分野、および「人事ERP」の分野に特化してソリューションを提供している。同社の地理情報システム（GIS）のソフトウェア開発キット（SDK）「GIcompo for Android」は非通信環境下でも動作することが特徴的であり、特に山間等のフィールド業務や災害対策の観点から注目されている。また、近年はVR技術を中心としたXR分野への進出し、XRフレームワーク「MIXER」を独自に開発。産業分野におけるXRの企画、開発、運用サポートをワンストップで提供している。

## 事業特徴
位置情報×ITソリューションとは、「人や物・施設がもつ情報」に「位置情報」を紐づけたBigDataを IT技術を駆使してビジネスに活用することを意味する。コミュニケーション・プランニングでは、37年以上、顧客に提案し続けている「位置情報×IT」のソリューションを最大の得意領域としている。

## リンク
- 位置情報×ITのコミュニケーション・プランニング
- コミュニケーション・プランニング企業サイト